# Steatoda vaulogeri
Steatoda vaulogeri là một loài nhện trong họ Theridiidae.
Loài này thuộc chi Steatoda. Steatoda vaulogeri được Eugène Simon miêu tả năm 1909.